# ヒラマキガイ科
ヒラマキガイ科（ヒラマキガイか、平巻貝科、学名 Planorbidae）は世界に広く分布する淡水生の巻貝の1科。一般に小型で殻は薄く、蓋をもたない。有肺類であるため、普通は時々水面に呼吸孔を開いて肺呼吸する。
本項の分類階層（右の枠内の表）は便宜上 WoRMS （2015）に従っているが、綱と上科の間の分類には諸説あり、その部分には亜綱や目などの分類階級を用いない場合もある（英語版参照）。

## 概要
科を代表する Planorbis 属をはじめ、螺管が平たく巻くものが多いためにこの名がある。しかしカサガイ型やサカマキガイ型のものもあり、淡水貝類中で最も殻の形が多様な科の一つで、科を特徴付けているのは歯舌の形態や生殖器の前立腺（摂護腺）が複数の小房に分かれるといった体の形質である。一般に小型で、数mmから10mm前後のものが多いが、フトミズヒラマキのように直径が40mm近くなる大型種もある。有肺類の基眼類に属し、眼は鞭状の触角の基部にある。呼吸孔を水面に出して肺呼吸を行うほか、水中では皮膚呼吸や偽鰓による呼吸も行う。科全体が左巻きだが、外見上右巻きのように見える種類がある。
世界中の池沼、湖、河川、水溜まりその他の淡水域に多くの種が分布しており、熱帯魚の水槽にもよく見られる。人や物資の移動に伴って世界中に移入されている種がある一方で、棲息環境の悪化や消失のために絶滅が危惧されている種もある。また、住血吸虫症のある地域では原因となる吸虫の中間宿主となることがあり、駆除の対象とされることもある。
分類が非常に難しく、種や亜種の区別から属や科の分け方に至るまで時代や研究者によって異なることも多く、いまだ混沌としている。
学名 Planorbidae は科のタイプ属 Planorbis （ラテン語: planus （平たい）＋ orbis （円形））に国際動物命名規約で科を表す接尾辞「-idae」を付けたもの。

## 形態

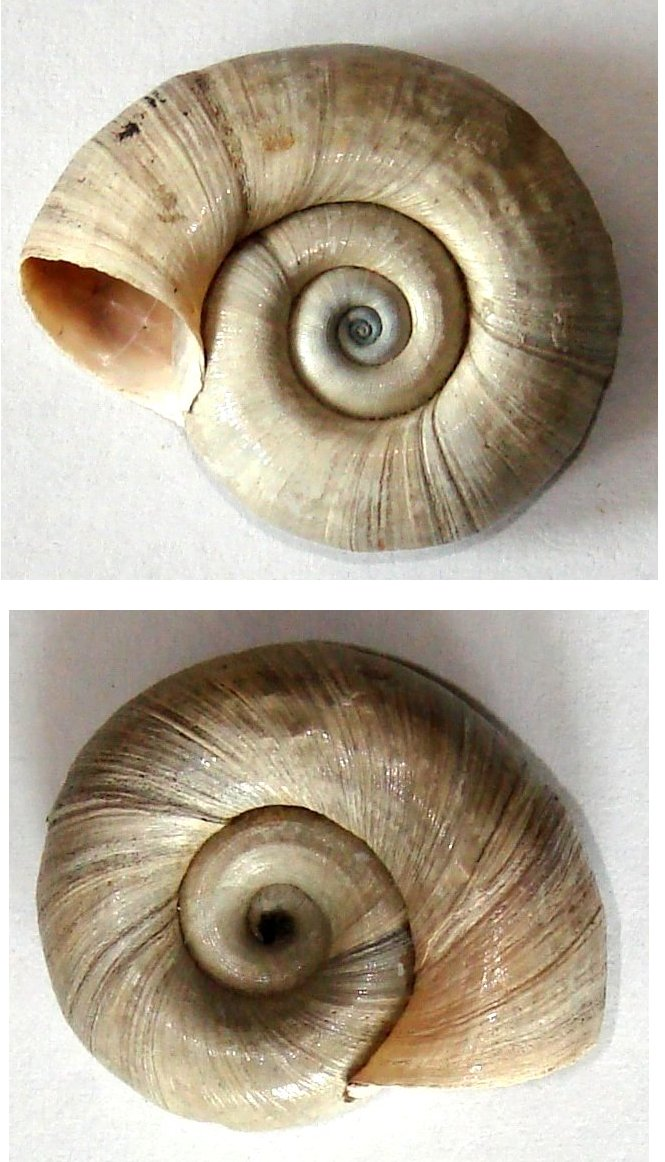
フトミズヒラマキ（ヨーロッパ産）の上面（上）と殻底（下）

### 殻
名前のとおり螺管がとぐろを巻くように平たく巻くものも多いが、別科であるサカマキガイによく似た左巻きのドングリ型のものや、カワコザラ Laevapex nipponicus のように笠型の殻をもつものも少なくない。さらに海産のカリバガサを左巻きにしたような形のミズウミカリバガサ Patelloplanorbis tigiensis や、紙縒（こより）の切れ端のようなカワネジガイ Camptoceras terebra hirasei など変わった形のものもある。殻質は一般に薄質で、半透明淡褐色のものが多いが、中型〜大型種には比較的丈夫な殻をもつものもある。
体は左巻きで、螺塔の高い種では普通の左巻きの貝殻をもつためそれがよく分かるが、平巻き型の種では殻頂が強く凹んで臍孔（へそあな）のようになると同時に、本来の臍孔が浅くなったり盛り上がったりして、あたかも右巻きの貝のように見えるものがある。このため古くは右巻きと思われており、殻口を右側に置いた側面図で示されてきた。しかし体が左巻きとわかってからは、慣習どおり殻口を右側に殻頂を下面にして図示される場合と、殻口を左側に置き左巻きの貝として図示される場合とがある。
蓋はない。

### 体
前述のとおり体は左巻きである。しかし平巻き型の種では一見右巻きのような殻をもち、実際に右巻きの貝に見える姿勢をとって生活している。これに呼応し、活動するときに下側になる本来の上面は淡色となり、上側になる本来の下面は色素が沈着して濃色になっていることが多い。
触角は一対で、先細りになる長い鞭状を呈し、同じヒラマキガイ上科のサカマキガイ科のそれによく似ており、三角形の触角をもつモノアラガイ科とは異なっている。眼は触角の基部の上皮下にある。
雌雄同体で、雌雄の生殖孔は体の左側に別々に開口し、雄性生殖器に付属する摂護腺は複数の房に分かれる。また、Gyraulus （ヒラマキガイ属）など一部の属では雄性生殖器内に細長い針状の刺激針（恋矢：れんし）をもつものがある。歯舌の中歯は左右対称で、一部の例外を除き中央には1対の歯尖があり、ときにその間に1個の小歯尖、もしくは両側に小さい歯尖をもつものもある。歯は多く、数十個を1列として200列ほどがあるため、歯舌全体では1万数千個の歯が並んで微細なおろし金状になっている。ヘモグロビンをもち、体色が淡いものやアルビノの個体では軟体が赤く見える。空気呼吸用の肺をもつ有肺類であるが、呼吸孔近くには多少なりとも体表の一部が伸びた部分があり、二次的な鰓として水中での皮膚呼吸に役立っている。これは特にインドヒラマキガイ亜科のものでよく発達しており、偽鰓と呼ばれる。

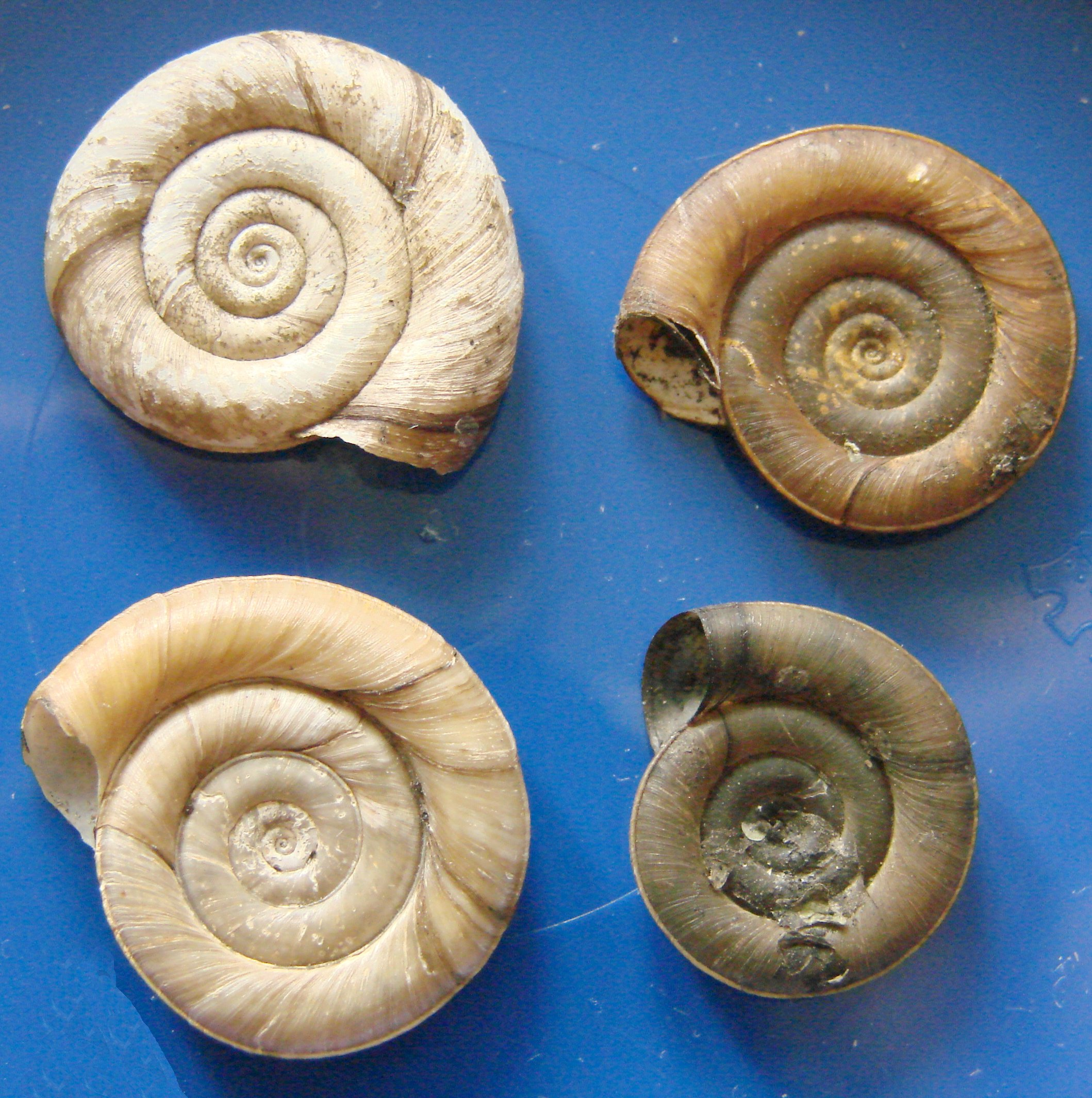
ヨーロッパミズヒラマキ Planorbis planorbis Linnaeus, 1758
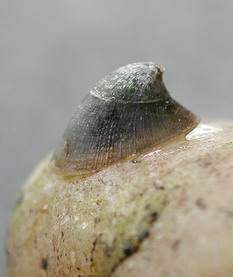
笠型の Ancylus fluviatilis
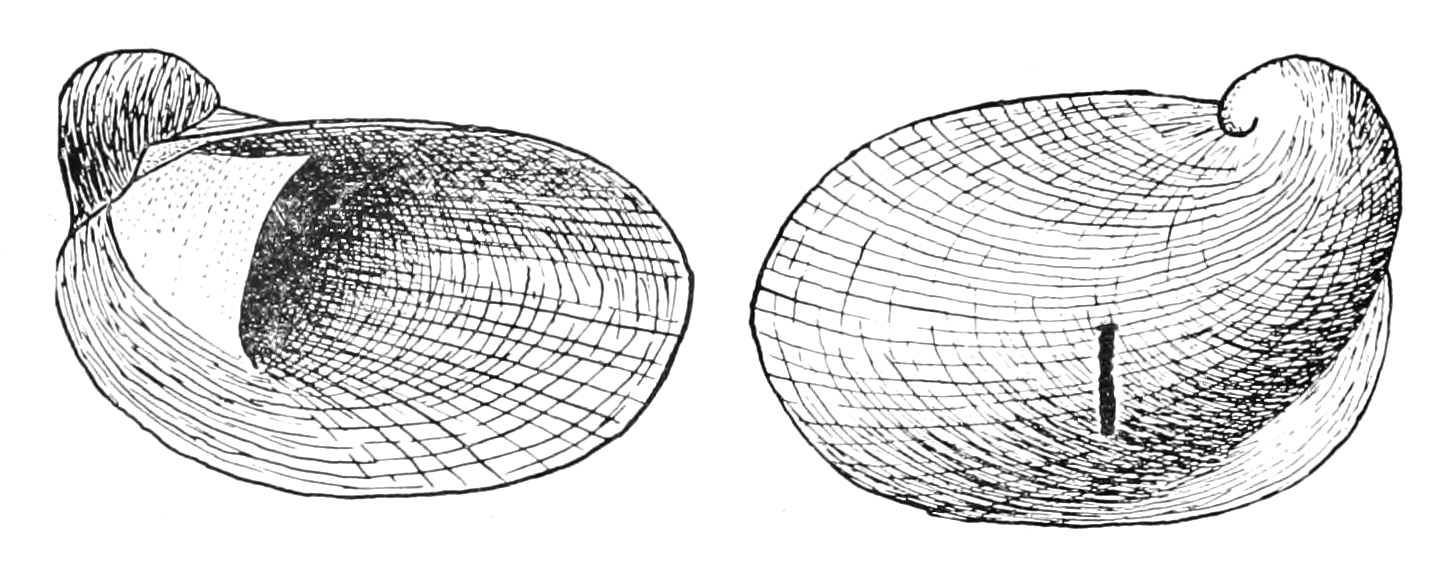
Amphigyra alabamensis
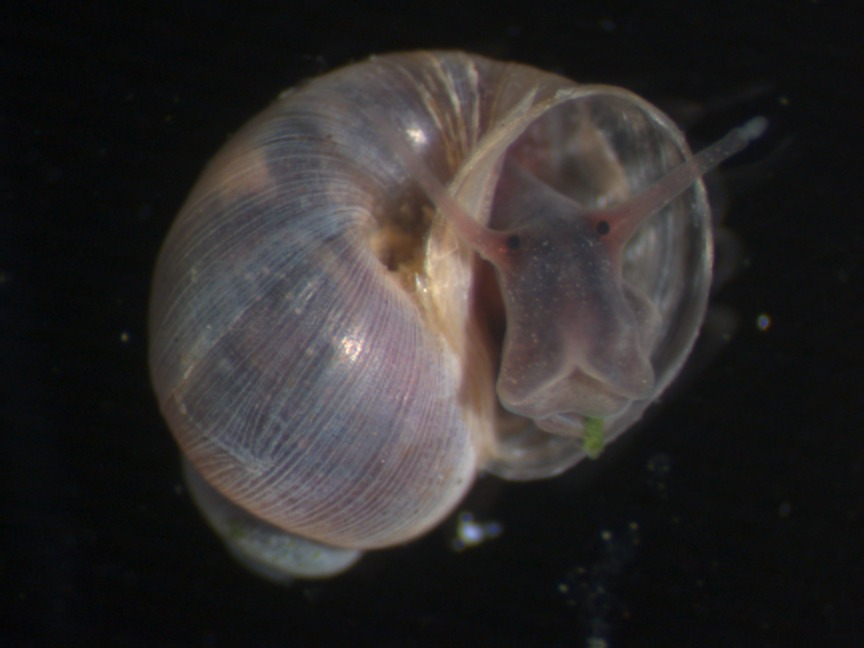
サカマキガイに似た Bulinus wrighti

## 生態
原則として淡水に生息するが、稀に汽水でも見られることもある。河川や小川などの流水を好む種と池や水田などの止水を好む種があり、両方に見られるものもある。ただし河川などでも、岸近くで植物が茂って流れが緩やかな場所を好むものが多く、流れの速い渓流などに棲むものは少ない。小さな水槽などでも水草などに付着して来たものが繁殖することがある。
主に水生植物の組織や、付着藻類、落ち葉などの植物遺骸、デトリタス、水面を覆う幕状の有機物その他を餌としており、原則として植物質を中心とした雑食性と考えられている。ときおり動物性のものを食べることがあっても、積極的な肉食性はない。
雌雄同体で他の個体と交尾して受精するが、自家受精もする。卵は卵嚢に包まれた状態で水中の物の表面に産み付けられる。ここから殻をもった稚貝が直接這い出す直達発生で、浮遊幼生を持たないのは他の淡水性基眼類と同様である。しかし成貝でも、しばしば水面の裏面を這ったり、そのままぶら下がって水流に乗って移動することがある。
寿命は不明なものが多いが、小型の種では数か月、中型-大型の種では2〜3年の寿命があると推定されている。

## 分布
世界中の熱帯から寒帯まで広く分布する。垂直分布も広く、標高0mから低山地帯に種類が多いが、標高約3800mのチチカカ湖にも Taphius 属などが生息する。大部分の種は水際から水深数mまでの浅い部分で生活するが、深い湖では水深350mからの記録もある:(p.17)。

## 人との関係

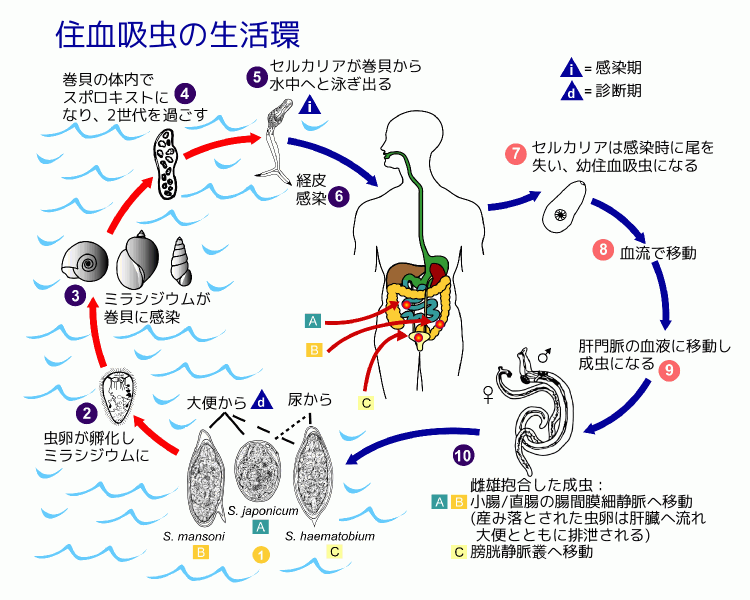
住血吸虫のライフサイクル

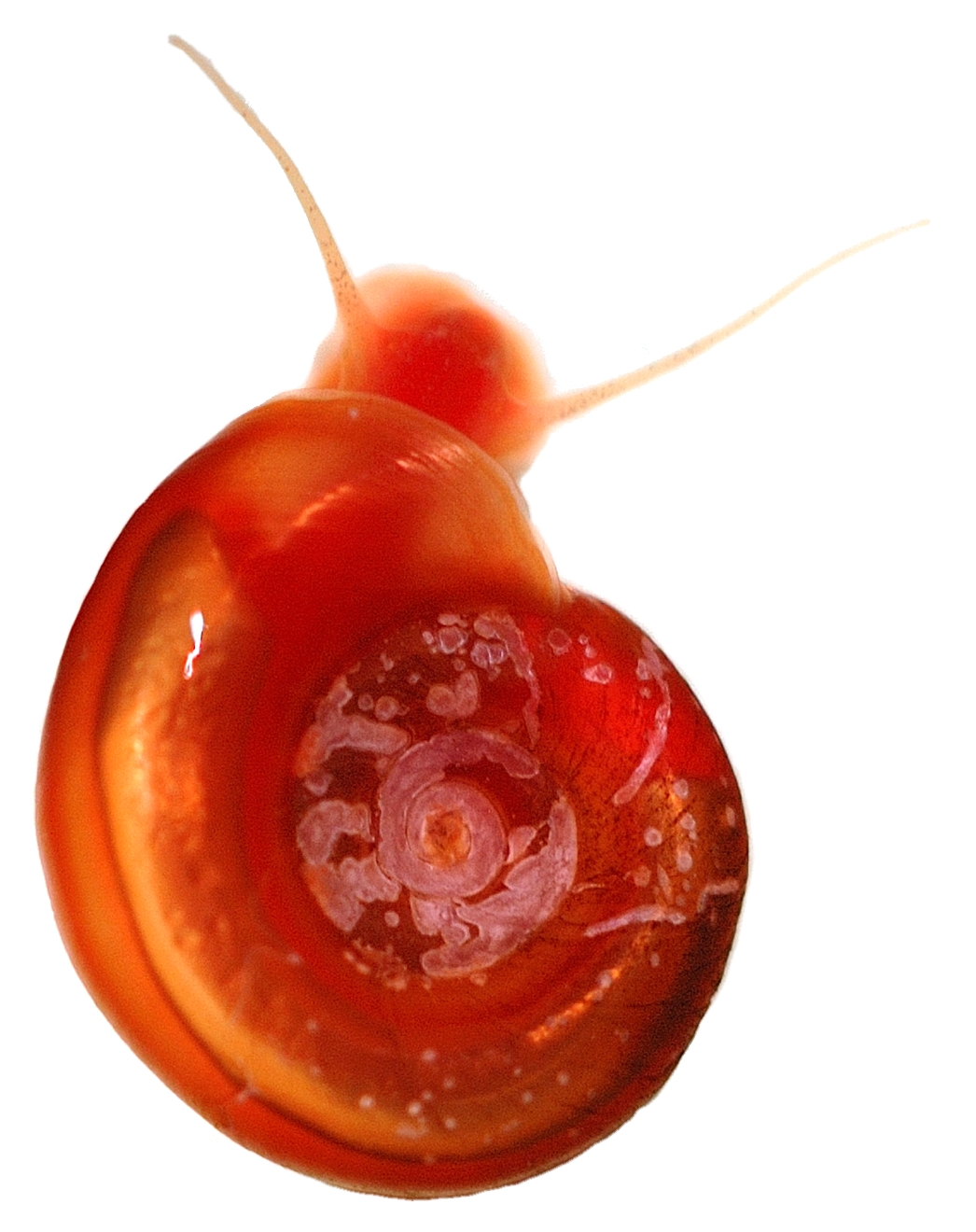
中南米でマンソン住血吸虫の中間宿主となる

ほとんどの種は小型で食用などには適さず、殻も薄く壊れやすいため利用価値がなく、貝そのものと人間との目立った関係はない。
しかし他の淡水貝類と同様に寄生虫の中間宿主となり、特にアフリカ、中東、中南米などヒラマキガイ科貝類が関与する住血吸虫症の多い地域では、ビルハルツ住血吸虫やインターカラーツム住血吸虫の中間宿主となる Bulinus 属（ブリナス属）や、マンソン住血吸虫の中間宿主となる Biomphalaria 属（ビオンファラリア属）の貝類が媒介者として問題とされている。これらの住血吸虫のミラシジウム（miracidia）は貝類の皮膚から侵入し、その体内でスポロシスト（sporocysts）からセルカリア（cercariae）まで成長すると水中に泳ぎ出る。この水に終宿主である人やその他の哺乳類が入ったり接したりすると、水中のセルカリアが皮膚から体内に侵入し、終宿主の体内で成虫となり産卵する。虫卵は宿主の排泄物とともに外界に出てミラシジウムが孵化する。
一方、種類によっては飼育や観察が容易なことから、生物実験の材料として利用されることがある。また中型-大型の平巻き型の種は「ラムズホーン」（英語: ramshorn snails - 羊の角のような巻貝）、もしくは単に「スネール」（英語: snail - 巻貝）などの呼称で飼育水槽のタンクメイトとして利用されることがある。しかし水槽管理者の意に反して繁殖する場合には嫌われることが多く、これらの「スネール」駆除のための商品も販売されている。

## 分類
近似種間の区別も難しいものが多いが、属や族、亜科などの上位の分類も安定しておらず、一般的な通説と言えるものも十分には出来上がっていない。例としてBouchet & Rocroi （2005）が提示した亜科・族の一覧と、Albrecht 他（2007）によってなされた系統解析の結果とを示す。ただし今後も分子系統解析の進展などにより新たな分類案が提出される可能性がある。
例1：　Bouchet & Rocroi （2005）によって示された亜科および族の分類
- 亜科 Planorbinae  Rafinesque, 1815 　ヒラマキガイ亜科
  - 族 Planorbini  Rafinesque, 1815  - 異名: Choanomphalinae P. Fisher & Crosse, 1880; Orygoceratidae Brusina, 1882
  - 族 Ancylini  Rafinesque, 1815  - 異名: Pseudancylinae Walker, 1923 (inv.)
  - 族 Biomphalariini  H. Watson, 1954  - 異名: Acrorbini Starobogatov, 1958; Drepanothrematini Zilch, 1959; Taphiinae Harry & Hubendick, 1964
  - 族 Planorbulini  Pilsbry, 1934 
  - 族 Segmentinini  F.C. Baker, 1945
- 亜科 Bulininae  P. Fischer & Crosse, 1880 　インドヒラマキガイ亜科
  - 族 Bulinini  P. Fischer & Crosse, 1880  - 異名: Laevapicinae Hannibal, 1912; Isidorinae Annandale, 1922; Gundlachiinae Starobogatov, 1967
  - 族 Coretini  Gray, 1847  - シノニム: Pompholicinae Dall, 1866 (inv.); Camptoceratinae Dall, 1870; Megasystrophinae Tryon, 1871 (inv.); Pompholycodeinae Lindholm, 1927; Helisomatinae F. C. Baker, 1928; Bayardellini Starobogatov & Prozorova, 1990; Planorbariini Starobogatov, 1990
  - 族 Miratestini  P. & F. Sarasin, 1897  - 異名: Ferrissiinae Walker, 1917; Ancylastrinae Walker, 1923; Protancylinae Walker, 1923; Physastrinae Starobogatov, 1958; Ameriannini Zilch, 1959; Patelloplanorbidae Franc, 1968
  - 族 Plesiophysini  Bequaert & Clench, 1939
- 亜科 Neoplanorbinae  Hannibal, 1912  - 異名: Payettiinae Dall, 1924
- 亜科 Rhodacmeinae  Walker, 1917

例2：　Albrecht 他 (2007)による分類　（ただし研究に用いられた属のみが対象）
| - "A-clade" sensu Albrecht et al., 2007 - Burnupia Walker, 1912 - Tribus Bulinini - Bulinus O. F. Müller, 1781 - Indoplanorbis Annandale, 1921 - Tribus Ancylini Rafinesque-Schmaltz, 1815 - Ancylus O. F. Müller, 1774 - Ferrissia Walker, 1903 - Gundlachia Pfeiffer, 1849 - Laevapex Walker, 1903 - Hebetancylus Pilsbry, 1914 - "B-clade" sensu Albrecht et al., 2007 - Glyptophysa Crosse, 1872 - Protancylus Sarasin, 1897 - Kessneria Walker & Ponder 2001 - Leichhardtia Walker, 1988 | - Tribus Camptoceratini - Planorbarius Duméril 1806 - Tribus Planorbini - Anisus Studer, 1820 - Bathyomphalus Charpentier, 1837 - Gyraulus Charpentier, 1837 - Choanomphalus Gerstfeldt, 1859 - Planorbis O. F. Müller 1774 - Tribus Segmentini - Segmentina Fleming, 1818 - Hippeutis Charpentier, 1837 - Polypylis Pilsbry, 1906 - "C-Clade" sensu Albrecht et al., 2007 - Biomphalaria Preston, 1910 - Menetus H. & A. Adams, 1855 - Planorbella Haldeman, 1843 - Planorbula Haldeman, 1843 |

## 属の一覧
ただし一般に亜属とされるものは未記入（アルファベット順）
| - Acrorbis Odhner, 1937 - Afrogyrus Brown & Mandahl-Barth, 1973 - Afroplanorbis Thiele, 1931 - Amerianna Strand, 1928 - Amphigyra Pilsbry, 1906 - Anisopsis Sandberger, 1875 - Anisus S. Studer, 1820 - Antillorbis Harry & Hubendick, 1964 - Armigerus Clessin, 1884 - Australorbis Pilsbry, 1934 - Bathyomphalus Charpentier, 1837 - Bayardella Burch, 1977 - Berellaia Laubrière & Carez, 1880 - Biomphalaria Preston, 1910 - Bulinus Müller, 1774 - Camptoceras Benson, 1843 - Carinifex W. G. Binney, 1865 - Carinogyraulis Polinski, 1929 - Ceratophallus Cope, 1893 - Choanomphalus Gerstfeldt, 1859 - Drepanotrema Crosse & Fischer, 1880 | - Ferrissia Walker, 1903 - Fossulorbis Pilsbry, 1934 - Glyptophysa Crosse, 1872 - Gyraulus Charpentier, 1837 - Helicorbis Benson, 1855 - Helisoma Swainson, 1840 - Hippeutis Charpentier, 1837 - Indoplanorbis Annandale & Prashad, 1920 - Intha Annandale, 1922 - Isidorella Tate, 1896 - Kessneria Walker & Ponder, 2001 - Leichhardtia Walker, 1988 - Lentorbis Mandahl-Barth, 1994 - Macrophysa (Meek) Dall, 1870 - Menetus H. & A. Adams, 1855 - Miratesta P. & F. Sarasin, 1897 - Paraplanorbis Hanna, 1922 - Patelloplanorbis Hubendick, 1957 - Pecosorbis D. W. Taylor, 1985 - Pentagoniostoma Branson, 1935 - Perrinilla Hannibal, 1912 - Physastra Tapparone-Canefri, 1883 | - Physopsis Krauss, 1848 - Pingiella F. C. Baker, 1945 - Pitharella F. Edwards, 1860 - Planorbarius Duméril, 1806 - Planorbella Haldeman, 1842 - Planorbifex Pilsbry, 1935 - Planorbina Haldeman, 1842 - Planorbis Müller, 1773 - Planorbula Haldeman, 1840 - Platyphysa P. Fischer, 1883 - Platytaphius Pilsbry, 1924 - Plesiophysa P. Fischer, 1883 - Polypylis Pilsbry, 1906 - Promenetus F. C. Baker, 1935 - Protancylus P. & F. Sarasin, 1897 - Pygmanisus Iredale, 1943 - Segmentina Fleming, 1817 - Segmentorbis Mandahl-Barth, 1954 - Syrioplanorbis F. C. Baker, 1945 - Taphius H. & A. Adams, 1855 - Trochorbis Benson, 1855 - Vorticifex Meek in Dall, 1870 |

## 日本のヒラマキガイ科
波部（1990）を基に、ブシェ&ロクロワ（2005）の分類を用いた日本産のヒラマキガイ科のリストは以下の通り。
ここに示されたもの以外にも、これらに外見が似た外来種が移入されている可能性があるとも言われるが、推定の域を出ず実態は不明である。
（Tribe＝族、Genus＝属）
Family Planorbidae  Rafinesque, 1815　ヒラマキガイ科
Subfamily Planorbinae Rafinesque, 1815　ヒラマキガイ亜科
Tribe Planorbini　Rafinesque, 1815　ヒラマキガイ族
Genus Gyraulus Charpentier, 1837  ヒラマキガイ属
- Gyraulus chinensis spirillus (Gould 1859)　ヒラマキミズマイマイ
担名亜種 Gyraulus chinensis chinensis (Dunker, 1858)  と同種とされることもある。Gyraulus hiemantium Westerlund, 1883 は異名。小型のヒラマキガイ類は十分な検討なく本種に同定されることがあるが、類似種が多いため同定はそれほど簡単ではない。
- Graulus gredleri (Gredler, 1859)　クロヒラマキガイ
ユーラシアに広く分布する本属としては大型の種。日本では釧路湿原に多いとされる。Gyraulus acronicus  (Férussac, 1807) の異名とされることもある。
- Gyraulus illibatus (Westerlund, 1883)　ハブタエヒラマキガイ
欧州の Gyraulus albus (O. F. Müller, 1774) と同種とされた時期も長いが、別種とされるようになった。欧州産の albus は名前のとおり殻が白っぽく、殻表の彫刻はより明瞭なものが多い。
- Gyraulus iwaotakii (Mori, 1938) 　タキヒラマキガイ
小型で螺管が太い。長野県沓掛温泉から記載された種。記載以後は長期間再採集されなかったとされるが、2018年にタイプ産地の温排水中で再確認された。なお琵琶湖疏水からも複数の標本記録があるが、これは後述のカドヒラマキガイ類の誤認の可能性もある。
- Gyraulus sp. ヒメヒラマキミズマイマイ
小型で螺管も細く、殻色は黄白色。永らく G. pulcher (Mori, 1938) の学名が用いられて来たが、 pulcher のホロタイプ（京都大学総合博物館所蔵）はヒラマキミズマイマイとみなされるもので、本種にはあたらないという。
- Gyraulus soritai Habe, 1976　ミズコハクガイ
螺塔（実際はヘソ側）が多少高まり、殻型が陸産のコハクガイに似るためにこの名がある。本州・四国に分布する。
- Gyraulus tokyoensis (Mori, 1938) 　トウキョウヒラマキガイ
ヒラマキミズマイマイやハブタエヒラマキガイに似て周縁に角があり、その部分の殻皮がつば状になるが、角の強弱などに変異があり識別が困難な場合も多い。
- Gyraulus (Choanomphalodes) amplificatus (Mori, 1938)　ヒロクチヒラマキガイ
琵琶湖水系に固有。次種カドヒラマキガイによく似て稜角がなく、殻が厚い傾向があるが、中間的な個体も見られることから単なる個体変異の可能性もあるとされる:(p.31)。本種と次のカドヒラマキガイの2種は琵琶湖に固有のカドヒラマキガイ亜属 Choanomphalodes Lindholm, 1927として区別されることがあるが、動物データベース WoRMS(2015)ではこの亜属を認めていない。
- Gyraulus (Choanomphalodes) perstriatulus (Preston, 1916)　カドヒラマキガイ
琵琶湖水系に固有。螺管が太く、肩と周囲および殻底に稜角をめぐらす。

Genus Planorbis O. F. Müller, 1774
- Planorbis carinatus O. F. Müller, 1774　カドバリミズヒラマキ
ヨーロッパミズヒラマキに似て周縁の稜角が螺管の中央に位置する。ヨーロッパから西シベリアに分布し、日本では北海道斜里町以久科北からの記録がある。

Tribe Planorbulini Pilsbry, 1934
Genus Menetus H. & A. Adams, 1855
- Menetus dilatatus (Gould, 1841)　ヒロマキミズマイマイ
北米原産の外来種で、21世紀初頭以降本州の複数の県で確認されるようになった。ヨーロッパにも移入されており、日本ではフロリダマミズヨコエビやアメリカナミウズムシなどとともに見られることもある。亜属 Micromenetus F. C. Baker, 1945 に属し、日本で見られるものはフロリダからパナマにかけて分布するとされる角の強い亜種 avus Pilsbry, 1905 に似たものもある。

Tribe Segmentinini  F. C. Baker, 1945 ヒラマキガイモドキ族（クルマヒラマキガイ族）
Genus Hippeutis Agassiz in Charpentier, 1837 クルマヒラマキガイ属
- Hippeutis cantori (Benson, 1850)　クルマヒラマキガイ（別名：レンズヒラマキガイ）
インド原産とされ、日本では本州中部以南に分布する。Hippeutis umbilicalis (Benson, 1836) の亜種とされることもある。殻上面は平坦で、底面はレンズ状に膨らみ、殻底を上にして生活する。

Genus Polypylis Pilsbry, 1906　ヒラマキガイモドキ属　（体層内の数ヶ所で3方向から歯状板が出る）
- Polypylis hemisphaerula (Benson, 1842)　ヒラマキガイモドキ
殻上面は平坦で、底面はドーム状に膨らみ、膨らんだ殻底を上にして生活する。種小名は「小さな半球状」の意で、殻形に因む。和名には「ガイ」を付けずにヒラマキモドキとすることもある。
- Polypylis usta (Gould, 1859)　リュウキュウヒラマキガイモドキ

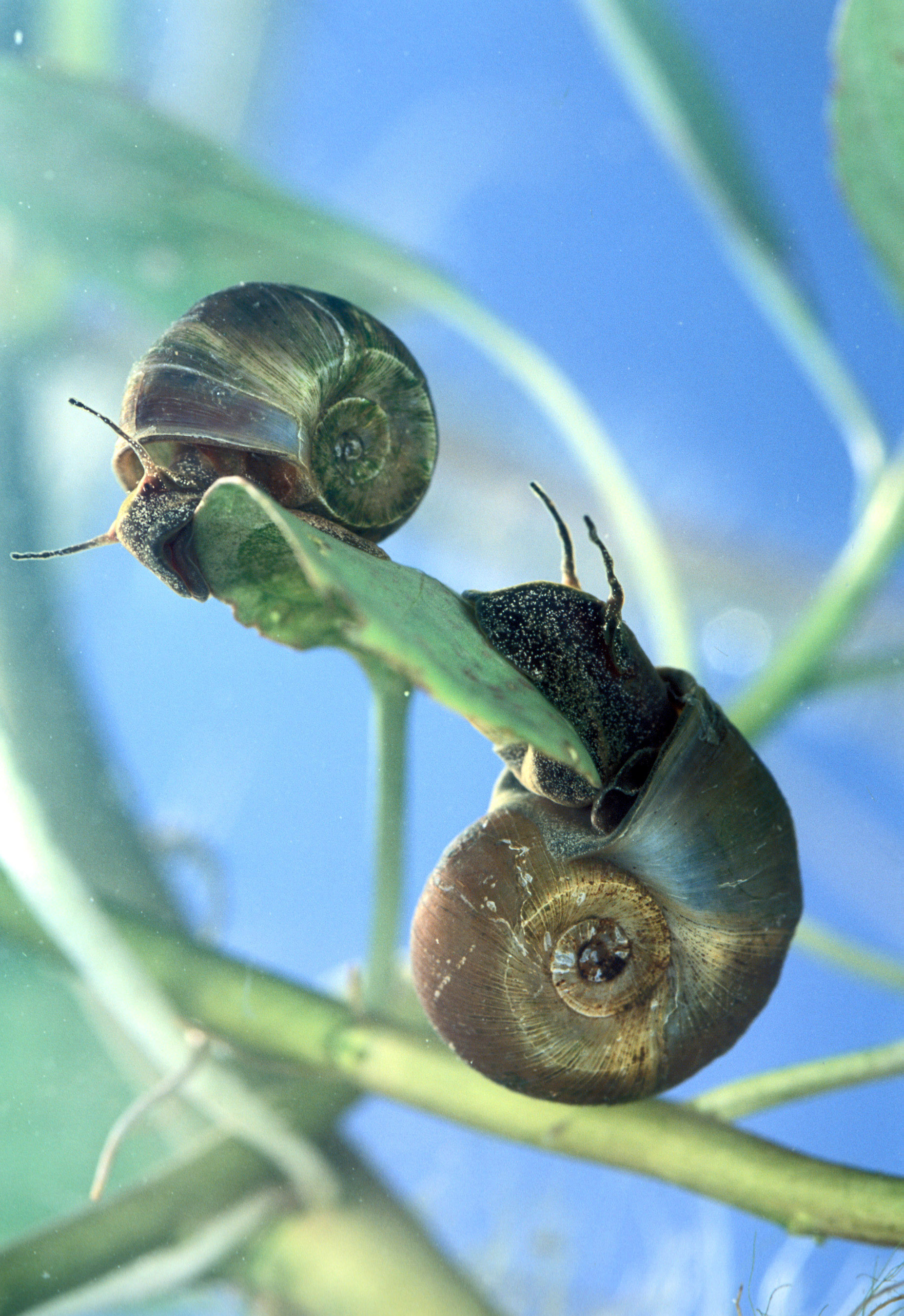
アメリカヒラマキガイ

ヒラマキガイモドキに比し殻高がやや高いとされる。ヒラマキガイモドキの亜種やシノニムとされることもあるが、環境省（2007）のレッドリストその他では独立種として扱われている。和名には「ガイ」を付けずにリュウキュウヒラマキモドキとすることもある。

Subfamily Bulininae P. Fischer & Crosse, 1880 インドヒラマキガイ亜科
Tribe Bulinini P. Fischer & Crosse, 1880　インドヒラマキガイ族
Genus Indoplanorbis Annandale & Prashad, 1920 インドヒラマキガイ属
- Indoplanorbis exustus (Deshayes, 1832) インドヒラマキガイ
外来種で水槽や野外で見られる。レッドスネール、レッドラムズホーン、ピンクラムズホーンなどの通称でコケ取り用のタンクメイトとして販売されることもある。

Tribe Coretini  Gray, 1847　（Camtoceratinae Dall, 1870 カワネジガイ亜科は異名）
Genus Camptoceras Benson, 1843　カワネジガイ属
- Camptoceras terebra hirasei Walker, 1919　カワネジガイ
インドから記載された C. terebra Benson, 1843 の異名とされることがある。東京の赤羽から記載された Camptoceras ijimai S. Hirase は異名。
- Camptoceras prashadi (Clench, 1931)　ヒダリマキモノアラガイ
本州に点々と記録があるが、個体群は安定的ではない。殻が太いことから亜属 Culmnella Clench, 1927 を区別し、これに分類されることもある。

Genus Helisoma Swainson, 1840
- Helisoma trivolvis (Say, 1816)　アメリカヒラマキガイ
北米原産の中型種で外来種としてリストアップされている。インドヒラマキガイに似た形で、若いうちは粗く規則的な成長脈がある。

Tribe Miratestini P. & F. Sarasin, 1897　（Ameriannini Zilch, 1959 オリイレサカマキガイ族・Ferrissinae Walker, 1917 カワコザラ亜科は異名）
Genus Amerianna Strand, 1928　オリイレサカマキガイ属
- Amerianna carinata (H. Adams, 1861)　オリイレサカマキガイ
サカマキガイに似た形で肩が明瞭に角張る。外来種で、熱帯魚の水槽で見られるほか、時に野外でも見られる。沖縄などでは野生化している。

Genus Laevapex Walker, 1903 カワコザラ属
- Laevapex nipponicus (Kuroda, 1947)　カワコザラ
全国に分布し、池などの止水環境に見られることが多いとされる。学名を Laevapex nipponica とすることがあるが、属名と種小名の性が合わない。和名は「ガイ」を付けててカワコザラガイとすることもある。
- Laevapex japonicus (Burch & Habe, 1965)　スジイリカワコザラ
琵琶湖などに分布する。カワコザラに似て殻頂近くの殻表に微細な放射状彫刻があり、流れのある環境に見られることが多いとされるが、形態のみではカワコザラとの区別が難しい場合もある。Laevapex japonica とすることがあるが、属名と種小名の性が合わない。和名は「ガイ」を付けてスジイリカワコザラガイとすることもある。

Genus Ferrissia Walker, 1903
- Ferrissia fragilis (Tryon, 1863)　 コビトノボウシザラ
北米原産の外来種で日本を含め世界中に広く移入されている。日本のものは最初は東京産の標本をタイプに Gundlachia (Kincaidilla) japonica Burch, 1964の学名で新種として記載され、後にタスマニアから記載された Pettancylus petterdi (Johnston, 1879)の異名とされるようになった（日本ではしばしば Pettancylus pettardi と綴られるが、種小名は William Frederick Petterd : 1849 - 1910 への献名で petterdi が正しい）。また他国でも P. australicus (Tate, 1880)、 Ferrissia wautieri (Mirolli, 1960)、F.clessiniana (Jickelli, 1882) などの名で知られるが、分子を用いた研究結果からは全て F. fragilis であるとされる。他にもシノニムとされるものが多数ある。和名には「ガイ」を付けてコビトノボウシザラガイとすることもある。